# Wilhelmshavener HV
| Wilhelmshavener HV  | Wilhelmshavener HV |
| ------------------- | ------------------ |
| Nadimak:            | -/-                |
| Osnovan:            | 1995.              |
| Boje kluba:         | plavo-crveno-žuto  |
| Trener:             | Christian Kohrmann |
| Dvorana:            | Nordfrost-Arena    |
| Sjedećih mjesta:    | 2.431              |
| Sezona 2006./07.:   |                    |
| Njemačko prvenstvo: | 11. mjesto         |
| Njemački kup:       | četvrtfinale       |

Wilhelmshavener HV je rukometni klub i natječe se u  Prvoj njemačkoj rukometnoj ligi.

## Poznati igrači koji su nastupali ili nastupaju za Wilhelmshavener SV
- Valter Matošević

## Vanjske poveznice
- Službene stranice kluba